# Chomejn
Chomejn (perski: خمين) – miasto w środkowym Iranie, w ostanie Markazi. W 2011 roku miasto liczyło 70 053 mieszkańców, było 3. w ostanie pod względem populacji.
Urodził się w nim irański przywódca ajatollah Ruhollah Chomejni, którego nazwisko pochodzi od nazwy tego miasta.